# Strobiligera unicornium
Strobiligera unicornium é um molusco gastrópode pertencente a família dos triforídeos (Triphoridae) que vive em águas profundas da costa nordeste do Brasil.

## Etimologia
O nome genérico Strobiligera é formado pelo latim strobilus, que surgiu do grego stróbilos (στρόβιλος), "estróbilo, cone", e do latim -gera, "portador". O epíteto específico unicornium deriva do latim unicornis, "um chifre, unicórnio".

## Taxonomia
Strobiligera unicornium foi descrita pela primeira vez em 2006 por L. R. L. Simone. Seu holótipo é MZSP 78886 e seu parátipo é MZSP 78890. Originalmente foi reconhecida como parte do gênero Inella antes de ser transferida para Strobiligera. Os gêneros da família dos triforídeos Inella e Strobiligera têm sido historicamente tratados como representando um ou dois grupos distintos. Estudos recentes indicam que Strobiligera inclui espécies com protoconchas pauciespirais ou multiespirais, ao passo que apenas espécies com protoconchas pauciespirais ocorrem em Inella. Três grupos principais foram reconhecidos. Em Inella sensu stricto e em Strobiligera, os três cordões espirais da teleoconcha surgem simultaneamente; Inella apresenta um núcleo discreto, enquanto Strobiligera possui uma protoconcha globosa distinta. Já o grupo informalmente denominado "pseudo-Inella" se caracteriza pela emergência tardia do cordão espiral mediano da teleoconcha. Quatro espécies haviam sido previamente registradas no Brasil - Inella unicornium, Inella longissima, Strobiligera pompona e Strobiligera compsa -, mas os registros das três últimas foram desconsiderados por se basearem em conchas com ápices quebrados, o que impossibilita uma identificação segura.
O principal problema relacionado à descrição original de Strobiligera unicornium é que seu único lote de parátipo consiste numa mistura de três espécies distintas, uma das quais corresponde a Strobiligera gaesona. A protoconcha ilustrada por Simone (2006) como sendo de S. unicornium pertence, na verdade, a S. gaesona. A verdadeira protoconcha de S. unicornium é globosa e pauciespiral, o que corresponde ao padrão característico de Strobiligera e justifica a nova alocação genérica da espécie. De fato, conchas desgastadas de S. unicornium e S. gaesona podem ser confundidas visualmente. No entanto, apresentam diferenças estruturais importantes. S. unicornium possui um perfil mais amplo, com lábio externo expandido e cordão espiral adaptável reduzido ao longo da maior parte das voltas da teleoconcha. A escultura espiral é mais pronunciada, incluindo pequenos grânulos elípticos que não estão presentes em S. gaesona. Além disso, a protoconcha de S. unicornium possui coloração marrom-clara, que pode ser tênue ou distinta, e exibe marcas axiais discretas acima do cordão espiral adaptável. Em contraste, a protoconcha de S. gaesona é inteiramente branca e não apresenta essas marcas.

## Descrição
Strobiligera unicornium possui concha grande e muito alongada, medindo cerca de 50 milímetros. O perfil é quase reto. A escultura consiste num par de cordões espirais pontilhados, localizados aproximadamente à mesma distância entre si e da sutura. A abertura é expandida. A concha é sinistral, de coloração predominantemente bege, com áreas brancas próximas ao ápice e alguns verticilos marrons esparsos. A protoconcha é globosa, podendo ser muito ou pouco inflada, com comprimento variando entre 0,69 e 0,76 milímetro. A largura do primeiro verticilo mede de 0,48 a 0,63 milímetro, enquanto a do último verticilo varia entre 0,52 e 0,62 milímetro. Possui de 2,75 a 3,0 voltas. A distinção entre protoconcha e teleoconcha é pouco evidente, sendo marcada por uma fina linha axial sinuosa e opistoclina. Os 1,5 ou 1,75 verticilos iniciais têm forma de domo, são largos, brancos, predominantemente lisos e translúcidos. Os verticilos restantes, cerca de 1,25, apresentam coloração marrom-clara, que pode ser tênue ou bem definida, e exibem dois cordões espirais principais. O cordão abapical é inicialmente um pouco mais proeminente. Além desses, há dois cordões subsuturais muito finos e um cordão adicional de pequeno porte logo acima da sutura. Os dois cordões espirais principais estão posicionados aproximadamente entre 40% e 46%, e entre 67% e 75% da altura do último verticilo. A escultura axial está ausente, com exceção de sutis marcas axiais localizadas acima do cordão espiral adaptável.
A teleoconcha apresenta cerca de 40 verticilos, que aumentam gradualmente de tamanho; o perfil permanece quase reto e a sutura é rasa. Cada verticilo mostra dois cordões espirais pontilhados, com cerca de 20 pontos uniformemente distribuídos no penúltimo verticilo. Esses cordões formam a porção mais proeminente do verticilo, enquanto a superfície da concha se torna côncava acima e abaixo deles. A região da sutura é a mais profunda e lisa, com apenas linhas de crescimento. A área entre os dois cordões é plana, lisa e também marcada por linhas de crescimento, sendo semelhante em largura à área entre os cordões e a sutura. Antes da abertura, o cordão inferior perde os pontos, e um terceiro cordão liso aparece na parte inferior do último verticilo, também equidistante dos demais. A abertura é arredondada e levemente deslocada do eixo longitudinal da concha. O lábio externo é expandido, medindo cerca de 20% a mais que o verticilo anterior, e exibe pequenas projeções que correspondem aos cordões espirais. O canal é curto, espesso e fracamente aberto, estendendo-se discretamente além do lábio externo, aproximadamente no centro do eixo da concha. O lábio interno é branco, brilhante, liso e profundamente côncavo. O calo é estreito e localizado a curta distância do lábio interno.

## Distribuição e habitat
Strobiligera unicornium tem ocorrências registradas em águas tropicais profundas (240 a 274 metros) do Atlântico Sul, ao largo da costa do Ceará, no Banco de Canopus, e ao largo da costa do Maranhão, na Margem Equatorial Brasileira do nordeste do Brasil.

## Ecologia
Os caracóis da família dos triforídos alimentam-se de esponjas (Porifera). Estudos comparativos dos clados dos neritimorfos, cenogastrópodes (grupo ao qual pertencem os triforídeos) e heterobrânquios indicam que seus ovos são depositados em cápsulas. O desenvolvimento de ovos grandes e ricos em vitelo, ou daqueles que utilizam ovos-mãe ou outros recursos, ocorre predominantemente de forma intracapsular, sem passar por um estágio larval planctônico (lecitotrofia). Ao final do desenvolvimento, um juvenil bentônico emerge diretamente da cápsula. Protoconchas que indicam desenvolvimento planctotrófico estão presentes entre neritimorfos, cenogastrópodes e heterobrânquios. Essas estruturas sugerem um estágio larval planctônico e ocorrem na maioria das famílias de gastrópodes encontradas em ambientes de águas profundas.